# Міцний горішок (серія фільмів)
«Міцний горішок» (англ. Die Hard series) — серія фільмів-бойовиків, що почалася фільмом «Міцний горішок» 1988 року, оснований на романі 1979 року «Ніщо не вічне» Родеріка Торпа. Всі п'ять фільмів зосереджені на персонажа Джона Макклейна (Брюс Вілліс) — нью-йоркському детективі поліції, що б'ється з групами терористів в кожному епізоді. Також існує кілька відеоігор, заснованих на фільмах, і серії коміксів, що вийшли в серпні 2009 року.

## Фільми

### Міцний горішок (1988)
У переддень Різдва Нью-Йоркський офіцер поліції Джон МакКлейн прибуває до Лос-Анджелеса, щоб помиритися зі своєю дружиною Голлі, яка живе окремо, щоб робити кар'єру юриста-міжнародника в корпорації «Накатомі». В цей момент будівлю захоплюють терористи для пограбування, Джон єдиний хто може врятувати усіх.

### Міцний горішок 2 (1990)
Двома роками пізніше подій в Накатомі, у Переддень Різдва, Лос-Анджелеський детектив Джон МакКлейн чекав на прибуття своєї дружини Голлі у Міжнародному Аеропорті Даллеса. Терористи захоплюють термінал аеропорту з вимогою відати їм колишнього президента Вальверде якого заарештував уряд США у разі не виконання літаки почнуть падати. В одному з цих літаків знаходиться дружина Джона.

### Міцний Горішок 3: Помирати з піснею (1995)
1995 рік. На одній зі жвавих вулиць Нью-Йорка відбувається вибух магазину. Вся поліція міста на вухах. В один із відділів телефонує якийсь Саймон. Йому потрібен Джон МакКлейн для того, щоб зіграти в гру.

### Міцний горішок 4.0 (2007)
Кілька хакерів створюють на замовлення якоїсь таємничої корпорації особливо ефективні програми зі зламу захищеної інформації. Згодом після цього їх починають вбивати одного за іншим, закладаючи вибухівку до їх комп'ютерів, яка активується за командою самого користувача. Таємнича корпорація виявляється групою кібертерористів на чолі з колишнім співробітником міністерства оборони Томасом Гебріелом.

### Міцний горішок. Гарний день, аби померти (2013)
Цього разу Джон прилітає до Москви, щоб умовити своїх російських колег випустити з в'язниці сина. Але історія з арештом МакКлейна-молодшого виявляється зовсім не такою простою.

### Персонажі
| Персонажі                 | Фільм                 | Фільм                 | Фільм                               | Фільм                 | Фільм                                    | Фільм       |
| Персонажі                 | Міцний горішок        | Міцний горішок 2      | Міцний Горішок 3: Помирати з піснею | Міцний горішок 4.0    | Міцний горішок. Гарний день, аби померти |             |
| ------------------------- | --------------------- | --------------------- | ----------------------------------- | --------------------- | ---------------------------------------- | ----------- |
| Джон Макклейн             | Брюс Вілліс           | Брюс Вілліс           | Брюс Вілліс                         | Брюс Вілліс           | Брюс Вілліс                              | Брюс Вілліс |
| Холлі Дженеро             | Бонні Беделіа         | Бонні Беделіа         | (голос)                             | (фотографія)          |                                          |             |
| Ел Пауелл                 | Реджинальд Велджонсон | Реджинальд Велджонсон |                                     |                       |                                          |             |
| Річард Торнберг           | Вільям Атертон        | Вільям Атертон        |                                     |                       |                                          |             |
| Люсі Дженеро-МакКлейн     | Тейлор Фрай           | (згадується)          |                                     | Мері Елізабет Вінстед | Мері Елізабет Вінстед                    |             |
| Джон «Джек» Макклейн      | Ноа Ленд              | (згадується)          |                                     | (згадується)          | Джай Кортні                              |             |
| Ганс Грубер               | Алан Рікман           |                       | Алан Рікман (флешбек)               |                       |                                          |             |
| Карл                      | Александр Годунов     |                       |                                     |                       |                                          |             |
| Гаррі Елліс               | Харт Бокнер           |                       |                                     |                       |                                          |             |
| Двейн Робінсон            | Пол Глісон            |                       |                                     |                       |                                          |             |
| Аргайл                    | Деворо Вайт           |                       |                                     |                       |                                          |             |
| Полковник Стюарт          |                       | Вільям Седлер         |                                     |                       |                                          |             |
| Капітан Лоренцо           |                       | Денніс Франц          |                                     |                       |                                          |             |
| Майор Грант               |                       | Джон Амос             |                                     |                       |                                          |             |
| Генерал Есперанса         |                       | Франко Неро           |                                     |                       |                                          |             |
| Леслі Барнс               |                       | Арт Еванс             |                                     |                       |                                          |             |
| Зевс Карвер               |                       |                       | Семюел Лірой Джексон                |                       |                                          |             |
| Саймон Грубер             |                       |                       | Джеремі Айронс                      |                       |                                          |             |
| Волтер Кобб               |                       |                       | Ларрі Бріггман                      |                       |                                          |             |
| Джо Ламберт               |                       |                       | Грем Грін                           |                       |                                          |             |
| Конні Ковальскі           |                       |                       | Коллін Кемп                         |                       |                                          |             |
| Мет Феррел                |                       |                       |                                     | Джастін Лонг          |                                          |             |
| Томас Гебріель            |                       |                       |                                     | Тімоті Оліфант        |                                          |             |
| Фредерік «Ворлок» Калудіс |                       |                       |                                     | Кевін Сміт            |                                          |             |
| Мігель Боумен             |                       |                       |                                     | Кліфф Кертіс          |                                          |             |
| Мей Лін                   |                       |                       |                                     | Меггі К'ю             |                                          |             |
| Трей                      |                       |                       |                                     | Джонатан Садовский    |                                          |             |
| Юрій Комаров              |                       |                       |                                     |                       | Себастьян Кох                            |             |
| Ірина Комарова            |                       |                       |                                     |                       | Снігір Юлія Вікторівна                   |             |
| Алік                      |                       |                       |                                     |                       | Радивойе Буквич                          |             |
| Майк Коллінз              |                       |                       |                                     |                       | Коул Гаузер                              |             |
| Віктор Чагарін            |                       |                       |                                     |                       | Сергій Колесніков                        |             |